# Berbere

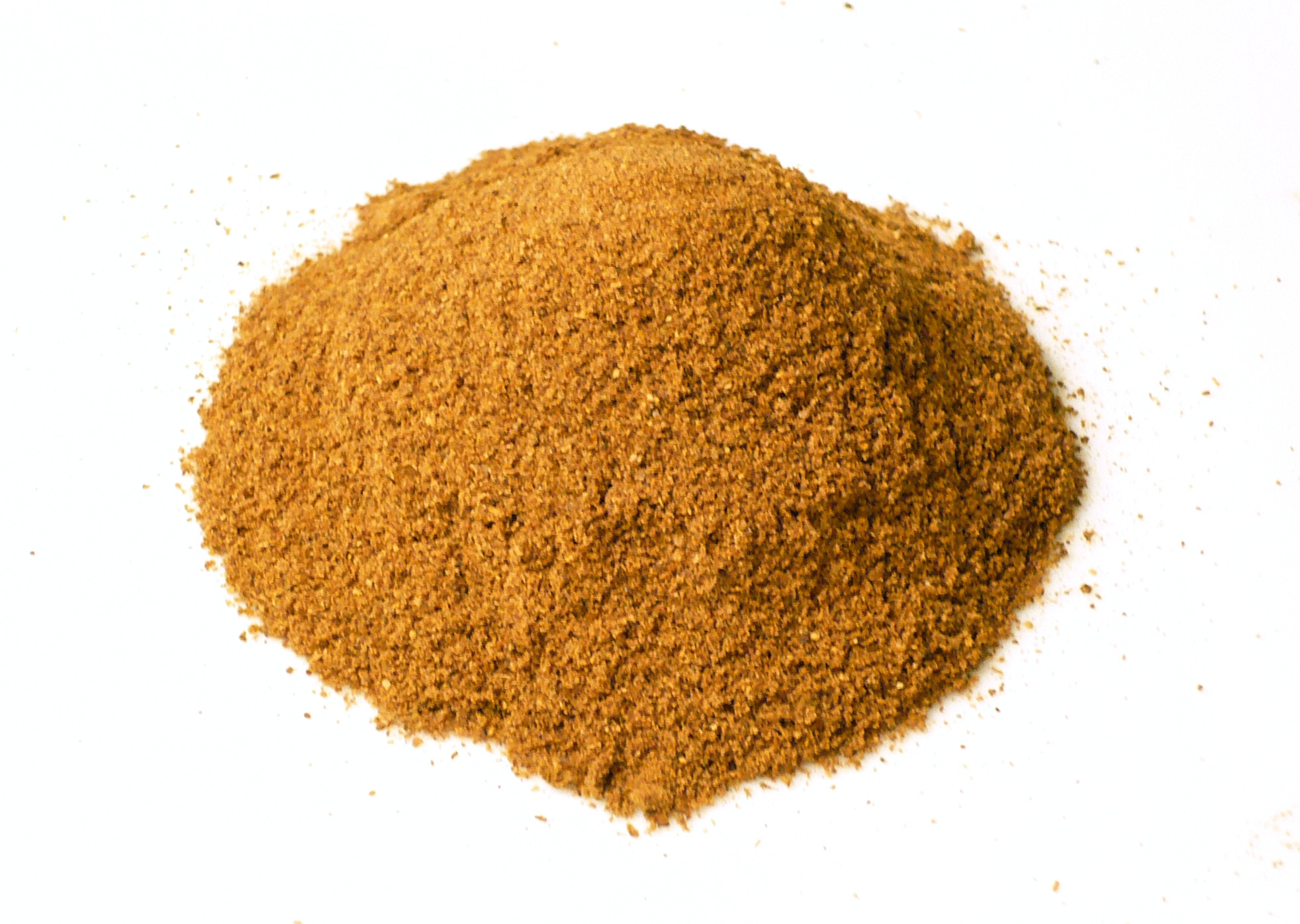
Berbere.

El berbere (amhárico: በርበሬ berberē, tigriña: በርበረ berbere) es una mezcla de especias cuyos ingredientes suelen incluir chile, jengibre, clavo, cilantro, pimienta de Jamaica, bayas de ruda y ajowan. Es un ingrediente clave en las gastronomías de Etiopía y Eritrea.
El berbere incluye a veces hierbas y especias que son poco conocidas internacionalmente, incluyendo tanto planta cultivadas como otras que crecen salvajes en Etiopía, como por ejemplo Aframomum corrorima y pimienta larga.